# Aliaksandr Voranau
Aliaksandr Yurievich Voranau (en biélorusse : Аляксандр Юр'евіч Воранаў), né le 15 mars 1990 à Mogilev, est un fondeur biélorusse. 

## Biographie
Il fait ses débuts internationaux aux Championnats du monde junior 2010 à Hinterzarten.
En fin d'année 2011, il dispute sa première course dans la Coupe du monde à Kuusamo, à l'occasion du Nordic Opening. Un an plus tard, il reçoit sa première sélection pour des championnats du monde à Val di Fiemme, courant le sprint. En janvier 2015, il se classe 29e du sprint de Rybinsk et marque alors ses premiers points pour le classement général en Coupe du monde.
En 2018, il prend part aux Jeux olympiques de Pyeongchang, où il finit 23e du sprint classique (quart de finale) et 69e du quinze kilomètres libre. Lors de la saison 2018-2019, il marque de nouveau des points pour la Coupe du monde, dont avec une 22e place au sprint de Ruka. Aux Championnats du monde de Seefeld, il est de nouveau 23e sur l'épreuve du sprint.

## Palmarès

### Jeux olympiques
| Épreuve / Édition   | Sprint                           | Sprint    | 15 km | 15 km                            | Skiathlon 2 × 15 km | 50 km | Relais | Relais    |
| Épreuve / Édition   | libre                            | classique | libre | classique                        | Skiathlon 2 × 15 km | 50 km | Sprint | 4 × 10 km |
| JO 2018 Pyeongchang | Épreuve inexistante à cette date | 23e       | 69e   | Épreuve inexistante à cette date | -                   | -     | -      | -         |

Légende :
- — : épreuve non disputée par Voranau.
- : épreuve ne figurant pas au programme.

### Championnats du monde
| Épreuve / Édition           | Sprint                           | Sprint                           | 15 km                            | 15 km                            | Skiathlon 2 × 15 km | 50 km | Relais | Relais    |
| Épreuve / Édition           | libre                            | classique                        | libre                            | classique                        | Skiathlon 2 × 15 km | 50 km | Sprint | 4 × 10 km |
| Mondiaux 2013 Val di Fiemme | Épreuve inexistante à cette date | 69e                              | -                                | Épreuve inexistante à cette date | -                   | -     | -      | -         |
| Mondiaux 2015 Falun         | Épreuve inexistante à cette date | 50e                              | 68e                              | Épreuve inexistante à cette date | -                   | -     | -      | 14e       |
| Mondiaux 2019 Seefeld       | 23e                              | Épreuve inexistante à cette date | Épreuve inexistante à cette date | 64e                              | -                   | -     | 16e    | -         |
| Mondiaux 2021 Oberstdorf    | Épreuve inexistante à cette date | 45e                              | -                                | Épreuve inexistante à cette date | -                   | -     |        | -         |

### Coupe du monde
- Meilleur classement général : 113e en 2019.
- Meilleur résultat individuel : 22e.

#### Classements en Coupe du monde
| Année     | Classement général final | Classement distance | Classement sprint |
| 2014-2015 | 150e                     | -                   | 91e               |
| 2018-2019 | 113e                     | -                   | 61e               |

### Coupe d'Europe de l'Est
- 1 podium.